# 狭耳坭竹
狭耳坭竹（学名：Bambusa angustiaurita）为禾本科簕竹属下的一个种。

## 扩展阅读
- 維基物種上的相關：狭耳坭竹